# Малґожата Мановська
Малґожата Мановська (пол. Małgorzata Manowska; нар. 22 вересня 1964, Варшава), уродж. Малґожата Сопорек (пол. Małgorzata Soporek) — польська академікиня і правознавиця, перша голова Верховного суду та голова Державного трибуналу. У минулому вона була деканом Національного коледжу судової влади та колишньою заступницею міністра юстиції.

## Кар'єра
Вона здобула ступінь магістра права та доктора права у Варшавському університеті. У 2010 році отримала габілітацію. Викладала у Варшавському університеті та Університеті Лазарського, в останньому з яких є доцентом. Пані Мановська є автором численних публікацій з цивільного, сімейного та трудового права.
Після кількох судових призначень, у тому числі до Апеляційного суду у Варшаві, Мановська була призначена на посаду заступниці міністра юстиції, яку обіймала з 30 березня по 27 листопада 2007 року. У 2016 році вона була обрана на посаду декана Національного коледжу судової влади.
10 жовтня 2018 року президент Анджей Дуда призначив її суддею Верховного суду. Вона обійняла посаду першої голови Верховного суду 26 травня 2020 року, змінивши на цій посаді Малґожату Ґерсдорф. Одночасно вона стала головою Державного трибуналу.